# Rēzeknes distrikt
Rēzeknes distrikt (lettisk: Rēzeknes rajons) er beliggende i regionen Letgallen i det østlige Letland. Ud over den centrale administration består Rēzeknes distrikt af 28 selvstyrende enheder: 1 by (lettisk: pilsētas, plur.; pilsēta, sing.) samt 27 landkommuner (lettisk: pagasti, plur. pagasts, sing.).

## Selvstyrende enheder underlagt Rēzeknes distrikt
- Audriņi landkommune
- Bērzgale landkommune
- Čornaja landkommune
- Dekšāri landkommune
- Dricāni landkommune
- Feimaņi landkommune
- Gaigalava landkommune
- Griškāni landkommune
- Ilzeskalns landkommune
- Kantinieki landkommune
- Kaunata landkommune
- Lendži landkommune
- Lūznava landkommune
- Maltas landkommune
- Mākoņkalns landkommune
- Nautrēni landkommune
- Nagļi landkommune
- Ozolaine landkommune
- Ozolmuiža landkommune
- Puša landkommune
- Rikava landkommune
- Sakstagals landkommune
- Silmala landkommune
- Sokolki landkommune
- Stoļerova landkommune
- Strūžāni landkommune
- Verēmi landkommune
- Viļāni by

56°30′33″N 27°20′15″Ø / 56.5093°N 27.3376°Ø